# Myllypuro
Myllypuro (szw. Kvarnbäcken) – naziemna stacja metra helsińskiego na jego północnym odgałęzieniu (Itäkeskus – Mellunmäki), obsługująca dzielnicę Myllypuro we wschodnich Helsinkach. Została otwarta 21 października 1986 roku. Projekt wykonało biuro architektoniczne Toivo Karhunen Oy.
Myllypuro znajduje się pomiędzy stacjami Itäkeskus oraz Kontula.

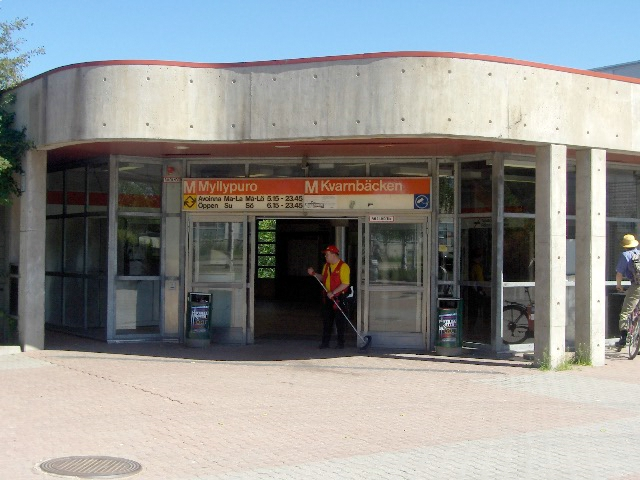
Wejście na stację Myllypuro